# Grofa
Grofa (ukr. Ґрофа) – góra w Gorganach o wysokości 1748 m n.p.m. (według współczesnych pomiarów; dawniej 1752 m). Najwyższy szczyt pasma Grofeńskiego (Popadia – Mała Popadia – Parenki – Grofa – Koń Grofecki). W partii szczytowej są rumowiska skalne (gorgan), poniżej - kosówka. Dzięki wysokości i centralnemu położeniu są z niej najlepsze panoramy zachodnich Gorganów. 

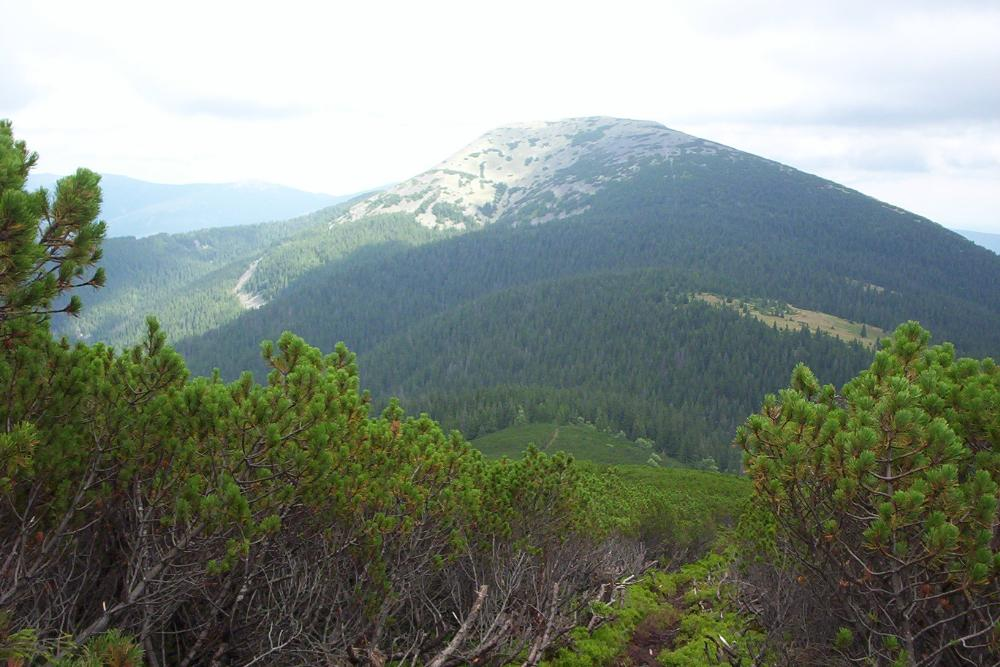

Na wierzchołku góry znajduje się kamienny kopiec. Przez Grofę przebiega Wschodniokarpacki Szlak Turystyczny. W pobliżu istnieją dwa schrony turystyczne – na przełęczy Płyśce (większy) i na przełęczy między Grofą a Koniem Grofeckim (mniejszy). Na północnych stokach szczytu istniało jeziorko osuwiskowe zwane Stawem Grofeckim, obecnie wypełnia się wodą jedynie okresowo wiosną.
Dzięki szlakom turystycznym w Dolinie Kotelca, na Grofę można odbyć jednodniową wycieczkę z Osmołody.